# Menu start

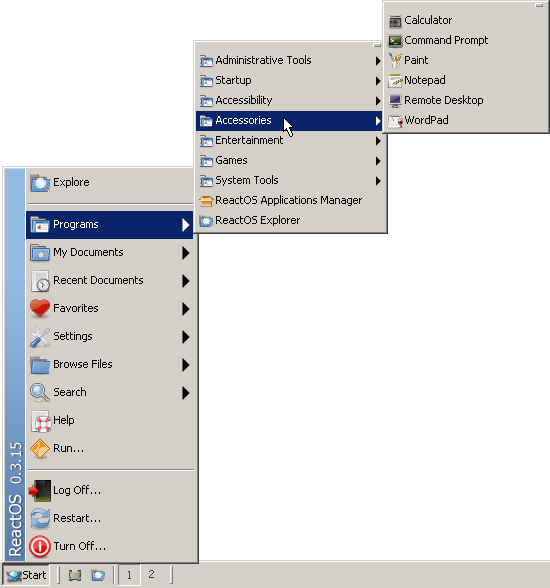
Il menù start di Windows 95

Il menu Start (prima di Windows 98 Avvio) è un elemento dell'interfaccia utente utilizzato in Microsoft Windows a partire da Windows 95, ma anche da altre interfacce a finestre. Il menu fornisce un punto di partenza dove si possono trovare i programmi e software, svolge anche altre attività, come ad esempio la ricerca file. Ha nomi diversi in base al sistema operativo, come Kickoff Application Launcher in KDE, Dash in GNOME Shell e LX Panel in LXDE.
Normalmente, il menu di avvio fornisce un elenco personalizzabile dei programmi installati dall'utente, nonché un elenco dei file aperti recentemente, e l'accesso alle impostazioni di sistema. Solitamente ci sono le cartelle Documenti e Preferiti. Con il lancio di Windows XP, Windows ha ampliato il menu Start per comprendere delle sottocartelle di Documenti (tra cui Musica e Immagini), e aggiunto altri elementi, come "Risorse del computer" e "Risorse di rete".
In Windows 8, Windows Server 2012, Windows 8.1 c'è la schermata Start, modellata in base all'interfaccia di Windows Phone, che copre l'intero schermo, invece che una parte, e utilizza Tiles ridimensionabili che possono visualizzare il contenuto generato dall'app associata. Invece, con Windows 10 Microsoft è tornata indietro, per così dire, progettando un menu Start profondamente rinnovato e ampliato ma che, pur con stile Windows 8.1, recupera la logica di Windows 7 per quanto concerne la funzione di "elenco sul posto".

## Microsoft Windows
Nei sistemi Microsoft Windows, compare per la prima volta in Windows 9x, Windows NT 4.0 e tutte le sue versioni successive, ma è presente anche in Windows CE, Windows Mobile e Windows Phone.

### Prima versione (1995-2015)
Il menu Start è stato introdotto in Windows 95 e Windows NT 4.0, ma funzionava su Microsoft dal 1992, originariamente etichettato come "Sistema" per i tester dell'epoca. Venne creato per superare le carenze del Program Manager nei precedenti sistemi operativi. Program Manager consisteva in una semplice interfaccia multipla per documenti (MDI) che consentiva agli utenti di aprire "gruppi di programmi" separati e quindi eseguire i collegamenti ai programmi contenuti all'interno. Mancava la capacità di nidificare i gruppi all'interno di altri gruppi. 
Windows 95 e Windows NT 4.0 hanno sostituito Program Manager con il desktop e il menu Start. Quest'ultimo era comparabile per alcuni aspetti con il menu Apple nei sistemi operativi Mac OS e non presentava le menzionate limitazioni di Program Manager: essendo un menu, consentiva il raggruppamento nidificato mantenendo aperto solo un gruppo alla volta. Gli elementi potevano anche essere semplicemente aggiunti al menu Start trascinandoli. Il menu offre anche la possibilità di chiudere e disconnettersi dal proprio computer. 
Gli sviluppi successivi di Internet Explorer e le successive versioni di Windows consentono di personalizzare il menu Start e di accedere a Preferiti, documenti e strumenti di amministrazione di Internet Explorer (Windows 2000 e versioni successive) dal menu Start. 
Sebbene Windows XP e Windows Server 2003 abbiano introdotto una nuova versione del menu Start, hanno offerto la possibilità di tornare a questa versione del menu Start. Questa versione del menu Start è disponibile anche in Windows Vista e Windows Server 2008. Tuttavia, è assente in Windows 7, Windows Server 2008 R2 e altre versioni successive di Windows.

### Seconda versione (2001-2020)
Questa versione, introdotta con Windows XP, è apparsa fino a Windows 7.
Presentata graficamente meglio, ha più funzionalità della prima: permette di fare ricerche nel computer, guardare i segnalibri di Internet Explorer e una visione estesa dei programmi e le loro funzionalità. Graficamente rifatto, ha mantenuto la compatibilità con la vecchia versione. Presenta la mancanza della scritta Start sul pulsante del menu (fa eccezione XP) e non ha bordi spigolosi ed il menu può essere anche trasparente.

### Terza versione (dal 2012)
Con il lancio di Windows 8, il menu Start è diventato una schermata. Occupa tutto lo schermo, e i programmi sono rappresentati su colorate "piastrelle" (tiles) interattive e animate, anche al posto dei Gadget di Windows Vista e 7. In questa versione sono presenti comunque tutte le funzionalità delle precedenti versioni, dalla ricerca dei file all'arresto del sistema. A partire da Windows 8.1, è tornato il tasto Start (assente in Windows 8, "sostituito" da un piccolo spazio che premuto mandava alla schermata Start), ma cliccando il tasto Start ciascun utente viene reindirizzato alla schermata Start.
L'idea di un menu Start a schermo intero può essere ricondotta a Windows Neptune, quando Microsoft inizialmente la considerava una "pagina iniziale" che si integrava con il desktop di Windows tramite Active Desktop. Questo menu ha le sue radici in Windows Mobile e Windows Phone: in Windows Mobile Standard, che funziona su smartphone, il menu Start produce una schermata separata di icone. Windows Phone era l'host originale dei principi di progettazione del menu Start di terza generazione.

### Quarta versione (dal 2015)
Microsoft ha revisionato e rinnovato la terza versione del menù con Windows 10, che non obbliga più a eseguire la schermata a tutto schermo, ma restaurando l'elenco sul posto creando una "quarta versione", via di mezzo tra la seconda e la terza. In pratica, con Windows 10 si è tornati concettualmente allo storico menu Start introdotto a partire da Windows XP (elenco sul posto), seppur radicalmente rinnovato. In Windows 10 c'è comunque la possibilità di tornare a quello di Windows 8 attraverso apposite impostazioni. La build di agosto 2016 (Anniversary Update) ha modificato il menu Start di Windows 10. Il menu Start può essere visualizzato anche in "Modalità tablet".
Il menu Start di Windows 10 può contenere sia icone (la classica lista programmi posta a sinistra dell'area) che tiles le quali possono essere dimensionate in misure diverse e se ne può disattivare il contenuto on line. Le tiles possono essere raggruppate e ciascun gruppo può essere nominato come si vuole. L'area può essere estesa a sinistra se si vuole aggiungere altri riquadri di tiles. Agendo in impostazioni lo Start può assumere un aspetto da "tutto schermo" stile Windows 8. Facendo click con tasto destro sul bottone Start compare l'elenco dei comandi e strumenti principali del sistema operativo. A sinistra, sotto l'elenco dei programmi e sopra il comando che apre la lista, ci sono i bottoni di esplora file, impostazioni e di spegnimento. Nella lista dei programmi compaiono sia "le più usate" sia "gli aggiunti di recente" sia "i consigliati". I programmi che hanno più collegamenti hanno a sinistra una freccia che fa aprire la cartella con le altre icone (comandi) contenute nella cartella.
Con l'Anniversary Update di agosto 2016, il menu è stato modificato: i comandi principali sono inseriti a sinistra sopra il tasto Start in una colonna stretta e non hanno più l'etichetta ma solo l'icona. Il tasto "Tutte le app" è stato rimosso e per visualizzare la lista dei programmi occorre agire sulla barra di scorrimento a destra. In alto c'è un comando che permette di visualizzare i nomi dei comandi principali (in pratica diventano come nella build precedente). L'icona dell'account è stata ridimensionata e non è più in alto ma è la prima di quelli della colonna stretta in basso a sinistra.

### Pulsante Start
Il menu Start può essere avviato premendo ⊞ Win (il tasto Windows) su una tastiera o il suo equivalente su un dispositivo tablet, premendo CTRL + ESC su una tastiera o facendo clic sul pulsante Start visivo. Ad eccezione di Windows 8 e Windows Server 2012, il pulsante Start è disponibile sulla barra delle applicazioni. Nelle versioni precedenti a Windows Vista, il pulsante Start era costituito dalla parola "Start" e dal logo Windows (la parola "Start" era localizzata per ogni versione del sistema in una lingua diversa, ad esempio era Avvio in italiano). Sul desktop di Windows Vista e Windows 7, la parola "Start" è stata sostituita da un logo blu "orb" di Windows. Tuttavia, l'utente può tornare a visualizzare la parola "Start" e il logo di Windows impostando il tema su Windows Classic. Il pulsante Start su Windows Server 2012 e Windows 8 viene inizialmente spostato dalla barra delle applicazioni tradizionale a "accessi", una barra delle attività secondaria nascosta situata a destra dello schermo (accessibile scorrendo da destra su dispositivi multi-touch o posizionando il mouse in uno degli angoli a destra dello schermo e scorrere verso l'alto o verso il basso). È possibile accedere alla schermata Start da quel pulsante o facendo clic sull'angolo in basso a sinistra dello schermo. Windows 8.1 e Windows Server 2012 R2 ripristinano il pulsante nella posizione originale senza rimuovere il nuovo pulsante negli accessi.
Facendo clic con il tasto destro sul pulsante Start si richiama un menu di scelta rapida. Questo menu in Windows 8 e Windows Server 2012 è chiamato menu Quick Link e consente di accedere a diverse funzionalità di Windows utilizzate di frequente, come l'accesso al desktop o ad Esplora file.

### Posizione sul disco
Gli utenti possono aggiungere voci al menu Start creando cartelle e collegamenti nella cartella "Menu Start", che si trova sul supporto operativo del sistema operativo. Questi vengono visualizzati in una sezione separata nella parte superiore del menu Start o, se inserito nella sotto-cartella Programmi, nel menu Programmi. Il percorso di questa cartella dipende tuttavia dal sistema operativo installato.
In Windows Server 2003 e precedenti, il nome della cartella "Start Menu" ha un nome diverso nelle versioni non inglesi di Windows. Ad esempio, nelle versioni tedesche di Windows XP è "Startmenü". I programmi di installazione di Windows utilizzano generalmente l'API di Windows per scoprire i nomi e le posizioni reali del menu Start e delle cartelle del desktop. Tuttavia, da Windows Vista, tutte le versioni di Windows utilizzano le stesse cartelle con nome inglese e mostrano solo nomi diversi in Esplora risorse.

### Personalizzazioni
TweakUI, un programma di utilità non supportato da Microsoft, offre ulteriori personalizzazioni, tra cui l'accelerazione dei tempi di risposta del menu Start, l'animazione delle finestre e altri hack. Su Windows XP e Windows Vista, è possibile impedire che programmi specifici vengano visualizzati nell'elenco dei programmi recenti (il riquadro sinistro del menu Start) modificando il registro di Windows.

## Sistemi operativi open source
Molti ambienti desktop per sistemi operativi open source offrono un menu simile al menu di avvio: 
- Cinnamon
- FVWM95
- GNOME
- IceWM
- JWM
- KDE Plasma
- Lumina[19]
- LXDE
- MATE
- Qvwm
- ReactOS
- Unity
- Xfce